# Klaus Bonhoeffer
Klaus Hans Martin Bonhoeffer (Breslau, 5 de enero de 1901 - Berlín, 23 de abril de 1945) fue un jurista alemán y mártir de la resistencia contra el régimen nazi.
Hijo del neurólogo y psiquiatra Karl Bonhoeffer y de la condesa Paula von Hase, hija del teólogo Klaus von Hase. Cursó estudios junto a Dietrich Bonhoeffer, quien era su hermano y Hans von Dohnanyi en el Liceo (Gymnasium) de Grunewald, Berlín, y en Heidelberg.
El 3 de septiembre de 1930, se casó con Emmi Delbrück, la hija de Hans Delbrück y hermana de Max Delbrück.
Trabajaba como abogado de la Lufthansa. Miembro de la resistencia, fue uno de los implicados en el complot del 20 de julio de 1944 que fueron juzgados posteriormente por Roland Freisler.
Fue arrestado en 1944, encarcelado y ejecutado el 23 de abril de 1945 junto con otros doce implicados, entre ellos Rüdiger Schleicher y Friedrich Justus Perels, cuando las tropas rusas estaban a las puertas de Berlín.